# El Ticui
El Ticui är en ort i Mexiko.   Den ligger i kommunen Atoyac de Álvarez och delstaten Guerrero, i den södra delen av landet, 280 km sydväst om huvudstaden Mexico City. El Ticui ligger 55 meter över havet och antalet invånare är 3 389.
Terrängen runt El Ticui är varierad. Runt El Ticui är det ganska glesbefolkat, med 50 invånare per kvadratkilometer. Närmaste större samhälle är Atoyac de Álvarez, 1,6 km sydost om El Ticui. Omgivningarna runt El Ticui är en mosaik av jordbruksmark och naturlig växtlighet.